# Gonzalo García (Fußballspieler, 2004)
Gonzalo García Torres (* 24. März 2004 in Madrid) ist ein spanischer Fußballspieler, der aktuell bei Real Madrid unter Vertrag steht. Er wird meistens als Außenstürmer oder Sturmspitze eingesetzt.

## Karriere

### Verein
Gonzalo García begann seine Laufbahn im Klubfußball bei CD SEK. Nach weiteren Stationen bei CDE Santa Bárbara und Jarama RACE, wechselte er im Alter von zehn Jahren in die Jugend von Real Madrid, wo er sich zunächst der U11 (Alevín B) anschloss. Beim Klub aus der spanischen Hauptstadt durchlief er mehrere Jugendmannschaften, ehe seine Familie aus beruflichen Gründen 2018 nach Mallorca übersiedelte. Gonzalo spielte während einer Saison im Nachwuchs von RCD Mallorca, ehe er 2019 zu Real Madrid zurückkehrte. In der Saison 2021/22 stand Gonzalo García im Kader der A-Jugend der „Königlichen“, debütierte jedoch am 26. März 2022 in einem Ligaspiel gegen Real Balompédica Linense für die Zweitmannschaft des Klubs. Mit der U19 von Real Madrid gewann er 2022/23 die spanische Meisterschaft und war mit 35 Toren erfolgreichster Schütze seiner Mannschaft. Ab der Spielzeit 2023/24 ging er in den Kader von Real Madrid Castilla über.
Am 2. September 2023 wurde Gonzalo García von Trainer Carlo Ancelotti für ein Meisterschaftsspiel gegen den FC Getafe erstmals in den A-Kader von Real Madrid einberufen, kam jedoch letztlich nicht zum Einsatz. Sein Debüt für die erste Mannschaft feierte er am 26. November dieses Jahres, als er im Ligaspiel gegen den FC Cádiz in der 78. Minute für Rodrygo eingewechselt wurde. Am 5. Februar 2025 erzielte er mit dem entscheidenden Tor zum 3:2-Sieg im Viertelfinale der Copa del Rey gegen CD Leganés seinen ersten Treffer für Real Madrid.

### Nationalmannschaft
Gonzalo García bestritt im Oktober 2021 drei Freundschaftsspiele für die U18-Nationalmannschaft Spaniens. Am 18. Januar 2023 debütierte er in der U19-Auswahl seines Landes. Mit dieser bestritt er die Qualifikation sowie die Endrunde der Europameisterschaft, bei der er mit seiner Mannschaft das Halbfinale erreichte. Er selbst kam in allen vier Begegnungen zum Einsatz.

## Titel
Verein
- Spanischer Meister: 2024 (Real Madrid)
- Spanischer A-Junioren-Meister: 2023 (Real Madrid)
- Spanischer A-Junioren-Pokalsieger (2): 2022, 2023 (beide Real Madrid)

Individuell
- Torschützenkönig der FIFA-Klub-Weltmeisterschaft: 2025 (4 Tore)
- Torschützenkönig der Primera Federación: 2025 (25 Tore)

## Persönliches
Gonzalo Garcías Familie mütterlicherseits ist eng mit dem Rugbysport in Sevilla verbunden. Seine drei Onkel Javier, David und Jorge „Coco“ Torres Morote spielten für die Spanische Rugby-Union-Nationalmannschaft. Sein mütterlicher Großvater Manuel Torres Cansino war Stierkämpfer und später Chirurg sowie Cousin von Hollywood-Schauspielerin Rita Hayworth (gebürtige Margarita „Rita“ Carmen Cansino).